# استیک فلفل
استیک فلفل (چینی: 青椒牛肉; پین‌یین: qīngjiāoniúròu) یک غذای چینی آمریکایی سرخ شده است که متشکل از استیک گوشت گاو تکه‌تکه شده (اغلب از پهلو، تبلت یا گرد) که با فلفل دلمه ای خلال شده، شاخه‌های بامبو و چاشنی‌های دیگر مانند سس سویا و زنجبیل پخته شده و معمولاً با نشاسته ذرت غلیظ می‌شود. پیاز خلال شده و جوانه لوبیا نیز از افزودنی‌های مکرر به دستور غذا هستند.
شواهد دال بر وجود این ظرف در ایالات متحده حداقل به سال ۱۹۴۸ برمی گردد. این غذا از غذاهای فوجیایی سرچشمه می‌گیرد، جایی که به عنوان کینگجیائو روسی (青椒炒肉絲) شناخته می‌شد. در غذای اصلی، گوشت استفاده شده از گوشت خوک بود و چاشنی آن نسبت به استیک فلفل نسبتاً سبک بود.
اقتباس‌های مشابه چینی qīngjiāoròusī (青椒肉丝;青椒肉絲) شامل gochu-japchae (고추잡채 ; "فلفل ژاپنی ") در غذاهای چینی کره ای و چینجائوروسو (青椒肉絲) در غذاهای چینی ژاپنی یافت می‌شود.